# 第141独立歩兵旅団 (ウクライナ陸軍)
第141独立歩兵旅団（だい141どくりつ歩兵りょだん、ウクライナ語: 141 ша окрема піхотна бригада）は、ウクライナ陸軍の旅団。西部作戦管区隷下。
2023年2月15日に予備役歩兵旅団として新編後、7月に第141独立歩兵旅団へ改編された。
2024年12月、機械化に伴い、第141独立機械化旅団に改編された。

## 編制
2024年時点の編制は以下のとおりとなる。
- 旅団本部
- 第451歩兵大隊
- 第452歩兵大隊
- 第453歩兵大隊
- 第454歩兵大隊
- 第455歩兵大隊
- 第456歩兵大隊
- 対戦車中隊
- 偵察中隊
- 防空中隊
- 偵察中隊
- 工兵中隊
- 整備中隊
- 衛生中隊